# Porozumienie z Camp David

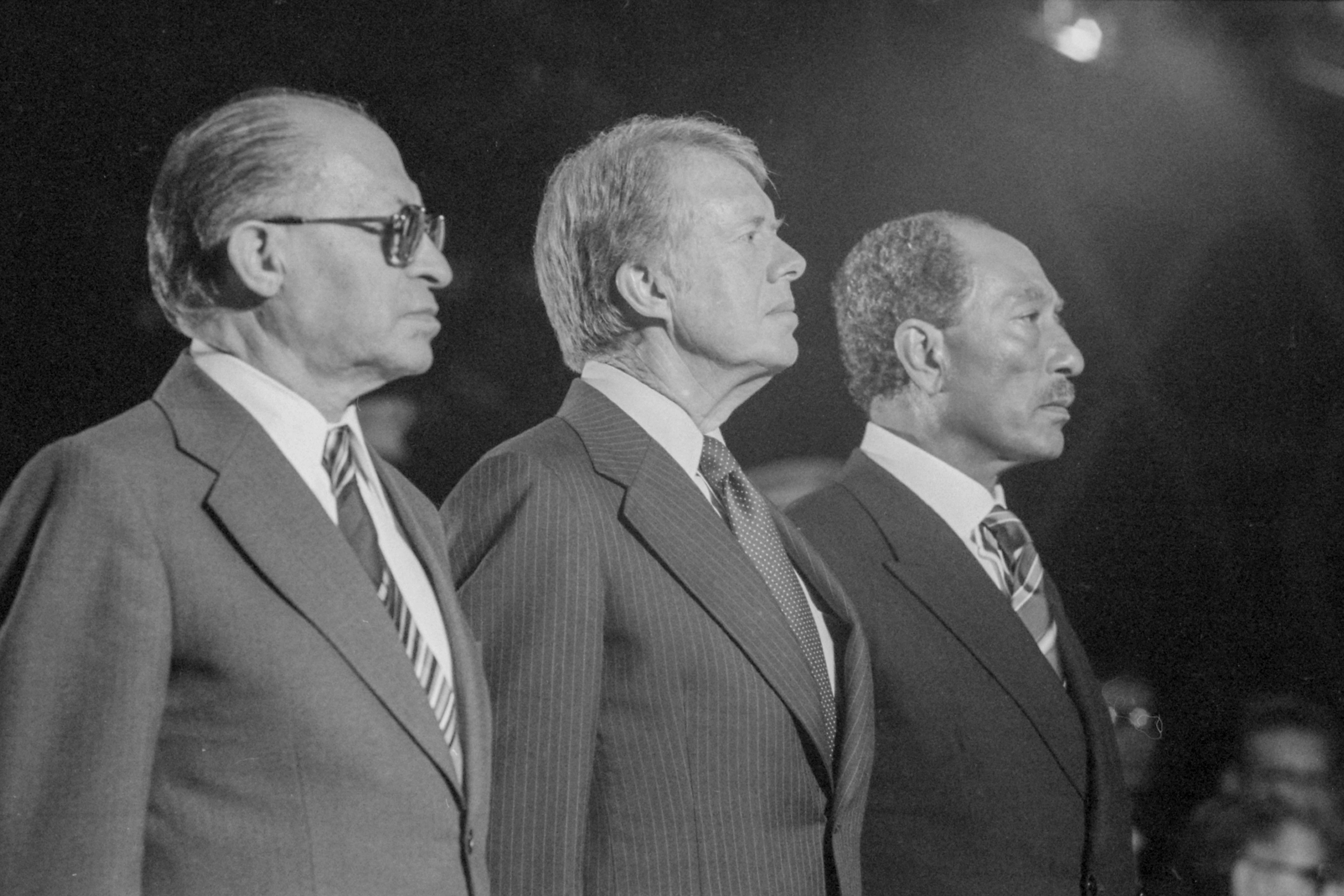
Podpisanie Porozumienia Camp David: Menachem Begin, Jimmy Carter i Anwar Sadat – 17 września 1978

Porozumienie z Camp David – umowa międzynarodowa między Izraelem, reprezentowanym przez premiera Menachema Begina i Egiptem, reprezentowanym przez prezydenta Anwara Sadata, podpisane 17 września 1978 roku, po 12 dniach tajnych negocjacji prowadzonych w rządowym ośrodku wypoczynkowym Stanów Zjednoczonych w Camp David. Dwa izraelsko-egipskie porozumienia zostały podpisane w Białym Domu w obecności prezydenta Jimmy’ego Cartera. Doprowadziły one do zawarcia w 1979 traktatu pokojowego pomiędzy Izraelem a Egiptem.

## Wprowadzenie
10 listopada 1977 egipski prezydent Anwar Sadat ogłosił gotowość do rozpoczęcia negocjacji pokojowych z Izraelem, a następnie w dniach 19–21 listopada jako pierwszy arabski przywódca przyjechał z oficjalną wizytą dyplomatyczną do Izraela. Doszło do przełomowego spotkania z premierem Beginem i historycznego przemówienia w Knesecie. Egipt w zamian za wycofanie wojsk izraelskich zaproponował Izraelowi bezpieczeństwo i pokój. 25 grudnia 1977 Menachem Begin przyjechał z oficjalną wizytą dyplomatyczną do Egiptu. Rozpoczęto oficjalne pokojowe negocjacje pomiędzy Izraelem a Egiptem.
Na czele izraelskiego zespołu negocjacyjnego stał Elijjahu Ben Elisar.

## Rozmowy
W dniach 5–17 września 1978 roku odbyły się rozmowy pokojowe Menachema Begina z Anwarem Sadatem w rezydencji amerykańskich prezydentów Camp David. W rozmowach uczestniczył amerykański prezydent Jimmy Carter.

## Zawarte porozumienia
18 września 1978 podpisano dwa izraelsko-egipskie porozumienia:
- Podstawy dla Pokoju na Bliskim Wschodzie – składało się z trzech części. Pierwsza część tworzyła podstawy dla przyszłych negocjacji w sprawie utworzenia palestyńskiego samorządu w Strefie Gazy i Zachodnim Brzegu Jordanu. Zostały one później odmiennie zinterpretowane przez Izrael, Egipt i Stany Zjednoczone, tworząc liczne nieporozumienia. Druga część tworzyła podstawy pod zawarcie porozumienia pokojowego między Izraelem a Egiptem. Trzecia część tworzyła zasady, które powinny być stosowane w kontaktach Izraela z arabskimi sąsiadami.
- Podstawy dla Traktatu Pokojowego między Egiptem a Izraelem – tworzyło podstawę do traktatu pokojowego, który został podpisany 6 miesięcy później. Porozumienie rozstrzygało przyszłość Półwyspu Synaj, z którego Izrael zgodził się wycofać w ciągu trzech lat wszystkie swoje wojska. Z Synaju mieli zostać ewakuowani wszyscy żydowscy osadnicy (około 4500 ludzi). W zamian Egipt zgadzał się na nawiązanie stosunków dyplomatycznych z Izraelem, uznając tym samym prawo do istnienia państwa Izrael. Egipt gwarantował również swobodną żeglugę izraelskich statków przez Kanał Sueski i inne drogi wodne, takie jak Cieśniny Tirańskie. Postanowiono ograniczyć siły wojskowe: izraelskie w odległości do 3 km od granicy egipskiej oraz egipskie w odległości 30 km od granicy izraelskiej.

Zawarte porozumienia były powiązane z gwarancjami Stanów Zjednoczonych udzielenia Izraelowi i Egiptowi wielomiliardowych dotacji. Egipt od 1979 do 1997 otrzymywał 2 mld USD rocznie. Dodatkową pomocą była modernizacja egipskich sił zbrojnych, które stały się jednymi z największych na Bliskim Wschodzie. Natomiast Izrael otrzymywał 3 mld USD rocznie. Dodatkową pomoc stanowiło wybudowanie przez Stany Zjednoczone dwóch baz sił powietrznych na pustyni Negew.

## Konsekwencje
Proces pokojowy spotkał się z oburzeniem państw arabskich, których przedstawiciele (Algieria, Jemen, Libia, Syria i Organizacja Wyzwolenia Palestyny) spotkali się 24 września 1978 w Damaszku. Postanowiono wówczas zerwać stosunki dyplomatyczne i gospodarcze z Egiptem. Miała być to forma ukarania Egiptu za politykę pojednania z Izraelem. Następnie w listopadzie 1978 ministrowie państw arabskich na konferencji w Bagdadzie ustalili szczegółową listę sankcji gospodarczych, które miały zostać nałożone na Egipt w razie zawarcia pokoju z Izraelem.
16 grudnia 1978 Menachem Begin i Anwar Sadat otrzymali Pokojową Nagrodę Nobla.
26 marca 1979 w Waszyngtonie nastąpiło podpisanie traktatu pokojowego pomiędzy Izraelem a Egiptem, jednak pełna normalizacja stosunków izraelsko-egipskich nastąpiła w lutym 1980, kiedy oba państwa wymieniły się ambasadorami. W marcu 1980 uruchomiono regularne połączenia lotnicze.